# Магнус (фильм)
«Магнус» (эст. Magnus) — эстонская кинодрама 2007 года. Первый фильм, запрещённый судом к показу в Эстонии, в странах Европейского союза и в других странах.

## Сюжет
Магнус — мальчик, который рос без особого ухода родителей, не чувствуя их любви. Он с детства болел — и думал о скорой смерти. Родители развелись, юноша выздоровел, вырос и дважды пытается покончить с собой. Отец забирает его к себе. Он пытается найти для Магнуса что-то, что принесло бы в его жизнь радость. И Магнус пробует — наркотики (не первый раз, впрочем), женщин. Наконец, Магнус нашёл надёжный способ покончить с собой и почувствовал, что настал подходящий момент; сестра и отец не стали его останавливать.
В конце фильма звучит монолог отца, чей сын действительно покончил с собой. Бывшая жена актёра и мать погибшего требуют через суд запретить показ фильма.
Отец говорит о том, что в развитых странах люди теряют веру в будущее и поэтому готовы на такой шаг, как самоубийство. Он считает, что не мешать сыну было бы гуманно, но после его смерти понимает, что мог бы помочь, если бы родные больше нуждались в нём.

## Запрет на показ фильма
12.05.2008 Харьюский уездный суд запретил показ и распространение художественного фильма Кадри Кыусаар «Магнус» в Эстонии, в странах Европейского союза и в других местах в течение семи лет. Дело в том, что фильм необоснованно вмешивается в частную жизнь одной конкретной семьи и матери человека. Суд обязал «прекратить распространение фильма в Эстонии, странах Европейского союза и в других странах во всех других формах воспроизведения, в том числе на DVD, веб-сайтах и других информационных носителях.»
Как утверждает сценарист и режиссёр «Магнуса» Кадри Кыусаар, это игровой фильм, сценарий к которому они придумали сами, и что характер героя хоть и навеян реальной жизнью, является фиктивным, и его изображение не нарушает прав подателя иска. Суд же счёл, что для опознания личности достаточно передачи частичной информации, на основании которой заинтересованная группа зрителей может непосредственно узнать человека или с лёгкостью прийти к заключению, о ком идёт речь.
Об узнаваемости можно говорить и тогда, если минимум часть аудитории может на основании некоторых сцен фильма узнать человека, даже если имя того не называется. «Узнаваемость имеет место и в том случае, если человека — даже если его имя не называется, — по определённым сценам и жизненным ситуациям может узнать часть зрителей», — записано в решении суда.
Вмешательство в частную жизнь личности может быть обосновано исключительно общественной необходимостью, однако, как постановил суд, авторы фильма не предъявили ни одного разумного обоснования. Суд нашёл, что согласно конституции Эстонии в стране нет цензуры, но свобода выражения не безгранична.
По мнению журналиста Калле Муули, решение суда о запрете на показ фильма «Магнус» на семь лет является правильным, так как в фильме идёт описание настоящей жизни одной конкретной семьи.
«Многие люди не ознакомились с решением суда, поэтому не знают, что фильм был снят в рамках закона», — отметил Калле Муули в интервью радиостанции Raadio2..
По его словам, решение суда является очень детальным и в нём сравнивается жизнь настоящей семьи и жизнь героев фильма. В фильме рассказывается о заболеваниях членов семьи, теми же заболеваниями болели и прототипы экранных героев. Однако, по мнению журналиста, такая информация в картине заставляет задаться вопросом о художественности фильма.
«Искусством нельзя оправдать все свинство, которое люди совершают. Нельзя прикрывать бесстыдство искусством», — заключил журналист.